# Langley, Berkshire
Langley är en stadsdel i kommunen Borough of Slough, i grevskapet Berkshire, i England. Langley Marish var en civil parish fram till 1934 när blev den en del av Wexham, Fulmer och Iver. Civil parish hade 1 180 invånare år 1931.